# Liste der Kulturdenkmale in Aukrug
In der Liste der Kulturdenkmale in Aukrug sind alle Kulturdenkmale der schleswig-holsteinischen Gemeinde Aukrug (Kreis Rendsburg-Eckernförde) und ihrer Ortsteile aufgelistet (Stand: 14. April 2025).
Die Bodendenkmale sind in der Liste der Bodendenkmale in Aukrug aufgeführt.

## Legende
In den Spalten befinden sich folgende Informationen:
- Objekt-ID: die Nummer des Kulturdenkmales
- Lage: die Adresse des Kulturdenkmales und die geographischen Koordinaten. Kartenansicht, um Koordinaten zu setzen. In der Kartenansicht sind Kulturdenkmale ohne Koordinaten mit einem roten Marker dargestellt und können in der Karte gesetzt werden. Kulturdenkmale ohne Bild sind mit einem blauen Marker gekennzeichnet, Kulturdenkmale mit Bild mit einem grünen Marker.
- Offizielle Bezeichnung: Bezeichnung des Kulturdenkmales
- Beschreibung: die Beschreibung des Kulturdenkmales
- Bild: ein Bild des Kulturdenkmales

## Bauliche Anlagen
| Objekt-ID     | Lage                                          | Offizielle Bezeichnung        | Beschreibung | Bild                             |
| ------------- | --------------------------------------------- | ----------------------------- | --- | -------------------------------- |
| 1660 Wikidata | Nat Ole Hus 1 (54° 4′ 15″ N, 9° 47′ 53″ O)    | Fachhallenkate „Dat ole Hus“  | Das Museum befindet sich in einer um 1700 erstmals errichteten Kate, die 1804 nach einem Brand neu aufgebaut wurde. 1961 richtete das Ehepaar Edith und Werner Hauschildt darin ein Museum ein. Alteintragung (Aktualisierung vorgesehen) - Begründung: Alteintragung (Aktualisierung vorgesehen) - Schutzumfang: Alteintragung (Aktualisierung vorgesehen) - Denkmaltyp: Bauliche Anlage | weitere Fotos \| Fotos hochladen |
| 27225         | Nat Ole Hus 1 (54° 4′ 15″ N, 9° 47′ 54″ O)    | Hoftor                        | Alteintragung (Aktualisierung vorgesehen) - Begründung: Alteintragung (Aktualisierung vorgesehen) - Schutzumfang: Alteintragung (Aktualisierung vorgesehen) - Denkmaltyp: Bauliche Anlage | Fotos hochladen                  |
| 27226         | Nat Ole Hus 1 (54° 4′ 15″ N, 9° 47′ 53″ O)    | Fachwerkschuppen              | Alteintragung (Aktualisierung vorgesehen) - Begründung: Alteintragung (Aktualisierung vorgesehen) - Schutzumfang: Alteintragung (Aktualisierung vorgesehen) - Denkmaltyp: Bauliche Anlage | Fotos hochladen                  |
| 46279         | Tönsheide (54° 3′ 30″ N, 9° 45′ 59″ O)        | ehem. Lungenheilanstalt       | Tuberkuloseklinik; 1928-1931, Architekten Harald Ensrud und Ewald M. J. Klatt; markanter Ziegelbau über dreistrahligem Grundriss und mit unterschiedlich hohen Walmdächern, qualitätvolle repräsentative Fassadengestaltung mit expressionistische Elementen, u.a. farbige Keramikreliefs von Alwin Blaue - Begründung: geschichtlich, wissenschaftlich, künstlerisch, Kulturlandschaft prägend - Schutzumfang: gesamtes Objekt - Denkmaltyp: Bauliche Anlage                                        | weitere Fotos \| Fotos hochladen |
| 1661 Wikidata | Zur Wassermühle 2 (54° 4′ 14″ N, 9° 48′ 5″ O) | Wassermühle                   | Die Mühle wurde in Fachwerkbauweise erstellt und verfügt über ein oberschlächtiges Wasserrad mit einem Durchmesser von 3,25 m. Das genaue Baujahr ist unbekannt, es sind aber bereits Reparaturen im Jahr 1594 dokumentiert. 1769 wurde das Mühlengebäude neu errichtet oder zumindest stark ausgebessert. Alteintragung (Aktualisierung vorgesehen) - Begründung: Alteintragung (Aktualisierung vorgesehen) - Schutzumfang: Alteintragung (Aktualisierung vorgesehen) - Denkmaltyp: Bauliche Anlage | weitere Fotos \| Fotos hochladen |
| 9678          | Zur Wassermühle 2 (54° 4′ 14″ N, 9° 48′ 4″ O) | Wasserzuführung (Mühlenteich) | Alteintragung (Aktualisierung vorgesehen) - Begründung: Alteintragung (Aktualisierung vorgesehen) - Schutzumfang: Alteintragung (Aktualisierung vorgesehen) - Denkmaltyp: Bauliche Anlage | Fotos hochladen                  |

## Quelle
- Liste der Kulturdenkmale in Schleswig-Holstein – Kreis Rendsburg-Eckernförde

- Karte mit allen Koordinaten:
- OSM |
- WikiMap